# 桑山孝晴
桑山 孝晴（くわやま たかはる）は、江戸時代前期から中期にかけての旗本。

## 経歴
宝永6年（1709年）4月6日、書院番に列し、10月2日に中奥番士となる。正徳4年（1714年）10月23日に父の遺跡を継ぎ、享保19年（1734年）7月1日船手組に入り、同年12月18日に布衣の着用を許される。元文5年（1740年）12月27日、63歳で死去。

## 系譜
- 父：桑山直晴
- 母：藤堂良直の娘
- 長男：桑山安晴
- 次男：仁賀保誠胤 - 仁賀保政春の養子
- 長女：鳥居忠余室 - 桑山元武養女
- 養子：桑山延晴 - 桑山一規の四男